# Worston
Worston is een civil parish in het bestuurlijke gebied Ribble Valley, in het Engelse graafschap Lancashire met 76 inwoners.